# Maximillian Giuliani
Maximillian „Max“ Giuliani (* 3. Juli 2003) ist ein australischer Schwimmer. Er gewann bei Olympischen Spielen eine Bronzemedaille.

## Sportliche Karriere
Maximillian Giuliani stammt aus dem Bundesstaat Victoria und wuchs in Tasmanien auf. Seit 2022 schwimmt er für den Miami Swim Club in Gold Coast, Queensland.
2023 wurde Giuliani bei den australischen Meisterschaften Siebter über 200 Meter Freistil. Im Dezember 2023 verbesserte er seine Bestzeit auf 1:44,79 Minuten und schwamm damit in der ewigen australischen Bestenliste auf den zweiten Platz hinter Ian Thorpe.
Im April 2024 wurde Giuliani über 200 Meter Freistil Fünfter bei den australischen Meisterschaften. Zwei Monate später gewann er diese Strecke bei den Olympiaausscheidungen. Bei den Olympischen Spielen in Paris erreichte Giuliani als einziger Australier das Finale über 200 Meter Freistil und belegte den siebten Platz. In der 4-mal-200-Meter-Freistilstaffel waren Kai Taylor, Zac Incerti, Flynn Southam und Thomas Neill im Vorlauf die Viertschnellsten. Im Endlauf schwammen Maximillian Giuliani, Flynn Southam, Elijah Winnington und Thomas Neill auf den dritten Platz hinter den Briten und der US-Staffel. Alle sechs Beteiligten erhielten eine Bronzemedaille.
Bei den Weltmeisterschaften 2025 in Singapur wurde er mit der Australischen 4-Mal-100-meter-Freistilstaffel Weltmeister.